# 広島県教育委員会
広島県教育委員会（ひろしまけんきょういくいいんかい）は、広島県の教育委員会である。

## 概要
広島県内の教育に関する事務を所掌する行政委員会であり、6人の委員で構成される。
広義では、教育委員会の執行機関である教育委員会事務局を含めて、教育委員会と呼ぶこともある。
2018年4月1日、平川理恵が教育長に就任（民間出身者は初めて）。学力向上、高校改革、不登校対策などの教育改革に取り組み、2024年3月31日に任期満了で退任した。
2024年4月1日、文部科学官僚の篠田智志が教育長に就任した。

## 組織
- 管理部
  - 経営企画監
  - 総務課
    - 秘書広報室

  - 教職員課
    - 職員給与室

  - 施設課
  - 健康福利課
  - 文化財課
- 学びの変革推進部
  - 学校経営戦略推進課
  - 教育支援推進課
  - 学校教育情報化推進課
  - 乳幼児教育支援センター
  - 義務教育指導課
  - 高校教育指導課
  - 豊かな心と身体育成課
  - 特別支援教育課
  - 生涯学習課

## 所在地
- 〒730-8514　広島県広島市中区基町9-42

## 市町村教育委員会
- 広島市教育委員会

## 官製談合問題
2022年12月に、平川理恵教育長と親交のあるNPO法人に委託事業を発注した際、官製談合防止法や地方自治法違反があった、と報じられた。

## 参考・外部リンク
- 広島県教育委員会